# Paul-Henri Mathieu
Paul-Henri Mathieu (Strasbourg, Franciaország; 1982. január 12. –) francia hivatásos teniszező.

## Tenisz pályafutása
Mathieu 3 éves korában kezdett el teniszezni az idősebb bátyjával Pierre-Yves-vel. 1997 és 2000 között a Nick Bollettieri Teniszakadémián edzett a floridai Bradentonban. Miután megnyerte a junior bajnokságot a Roland Garroson, debütált az ATP-versenysorozatban 2000 júliusában, Kitzbühelben.
2002 volt Mathieu áttörésének éve. A 4. körig jutott a francia nyílt teniszbajnokságon, csak Andre Agassi tudta megállítani a franciát 5 szettes csatában. Ebben az évben megnyert két tornát Moszkvában és Lyonban. Október 14-én 36. lett a világranglistán és őt választották meg az év felfedezettjének. Ebben az évben majdnem megnyerte a Davis-kupát a francia csapattal, de a döntő mérkőzést elvesztette az orosz Mihail Juzsnijjal szemben.
2005-ben a valaha volt legjobb eredményét érte el az ATP Masters Seriesben, Montrealban kiütötte Andy Roddickot és az elődöntőig jutott. A Davis-kupában vegyes eredményt produkált, legyőzte a svéd Thomas Johanssont és Joachim Johanssont, de kikapott az orosz Nyikolaj Davigyenkótól és Igor Andrejevtől a negyeddöntőben.
2006-ban a legjobb Grand Slam-eredményét az Australian Openen érte el, ahol a 4. körig jutott. A Roland Garroson a spanyol Rafael Nadal tudta csak megállítani a 3. körben, ahol az első játszmát Mathieu nyerte 5-7 arányban, majd pedig Nadal fordított 6-4 6-4 6-4 arányban. Összesen 4 óra 53 percig tartott a küzdelem.

## ATP-döntői

### Egyéni

#### Győzelmei (4)
| Legend (Singles)       |
| Grand Slam (0)         |
| Tennis Masters Cup (0) |
| ATP Masters Series (0) |
| ATP Tour (4)           |

| No. | Dátum             | Helyszín             | Borítás     | Ellenfél a döntőben | Eredmény a döntőben |
| 1.  | 2002. október 6.  | Moszkva, Oroszország | Szőnyeg (f) | Sjeng Schalken      | 4-6 6-2 6-0         |
| 2.  | 2002. október 13. | Lyon, Franciaország  | Szőnyeg (f) | Gustavo Kuerten     | 4-6 6-3 6-1         |
| 3.  | 2007. április 29. | Casablanca, Marokkó  | Salak       | Albert Montañés     | 6-1 6-1             |
| 4.  | 2007. július 15.  | Gstaad, Svájc        | Salak       | Andreas Seppi       | 6-7(1) 6-4 7-5      |

#### Elvesztett döntői (2)
| No. | Dátum                | Helyszín             | Borítás     | Ellenfél a döntőben | Eredmény a döntőben |
| 1.  | 2003. szeptember 28. | Palermo, Olaszország | Salak       | Nicolás Massú       | 6-1 2-6 6-7         |
| 2.  | 2007. október 14.    | Moszkva, Oroszország | Szőnyeg (f) | Nyikolaj Davigyenko | 5-7 6-7(9)          |